# Overload
"Overload" es el sencillo debut del trío británico Sugababes, extraído de su álbum debut One Touch. Fue publicado el 11 de septiembre de 2000 a través de la discográfica London Records. Fue compuesto por la primera formación, en ese tiempo Keisha Buchanan, Mutya Buena y Siobhán Donaghy, en conjunto con los escritores y productores británicos Paul Simm, Felix Howard, Jony Rockstar y Cameron Mcvey. El tema central de la canción son los sentimientos de una chica hacia un chico, lo cual supone una situación difícil de manejar para ella.
Tras su publicación, la canción fue aclamada por la crítica. La revista NME se refirió al sencillo como "Un incontenible crossover de los géneros pop y R&B que te eriza la piel con clase". Fue nominada a los Premios Brit como Mejor Sencillo Británico. Comercialmente, "Overload" obtuvo un éxito moderado en las listas de Europa alcanzando el top 10 en Alemania, Austria, Escocia, Islandia, Nueva Zelanda, Reino Unido y Suiza. Aparece como parte de la banda sonora de las películas High Heels and Low Lifes y 40 días y 40 noches.
La cantante Christina Aguilera publicó la canción "Make Over" en su cuarto álbum de estudio Stripped, durante el año 2002. Esta canción llamó la atención por su particular parecido con el sencillo de Sugababes. Las ediciones posteriores del álbum dieron crédito a los compositores de "Overload".
El sencillo inspiró el nombre del primer disco recopilatorio de la banda "Overloaded: The Singles Collection" y también forma parte de la lista de canciones de este.

## Posicionamiento en listas
| País (2000–2001)                       | Máxima posición |
| -------------------------------------- | --------------- |
| Alemania (Offizielle Deutsche Charts)  | 3               |
| Australia (ARIA)                       | 27              |
| Austria (Ö3 Austria Top 40)            | 3               |
| Bélgica (Flandes) (Ultratop 50)        | 38              |
| Bélgica (Valonia) (Ultratop 50)        | 32              |
| Escocia (Scottish Singles Sales Chart) | 10              |
| Irlanda (IRMA)                         | 15              |
| Islandia (Íslenski Listinn Topp 40)    | 4               |
| Noruega (VG-lista)                     | 12              |
| Nueva Zelanda (Recorded Music NZ)      | 2               |
| Países Bajos (Dutch Top 40)            | 14              |
| Países Bajos (Mega Single Top 100)     | 20              |
| Reino Unido (UK Singles Chart)         | 6               |
| Suecia (Sverigetopplistan)             | 21              |
| Suiza (Schweizer Hitparade)            | 5               |

## Certificaciones
| País                        | Organismo certificador | Certificación | Copias certificadas |
| --------------------------- | ---------------------- | ------------- | ------------------- |
| Certificaciones de Overload |                        |               |                     |
| Alemania                    | BVMI                   | Oro           | 250,000             |
| Reino Unido                 | BPI                    | Plata         | 200,000             |